# Antboy – Die Rache der Red Fury
Antboy – Die Rache der Red Fury (Originaltitel: Antboy: Den Røde Furies hævn) ist ein dänischer Jugendfilm von Ask Hasselbalch aus dem Jahr 2014. Der Film basiert auf den Kinderbüchern von Kenneth Bøgh Andersen und ist die Fortsetzung von Antboy – Der Biss der Ameise (2013). Die Veröffentlichung in Dänemark war am 25. Dezember 2014. In Deutschland startete der Film am 25. Juni 2015.

## Handlung
Nachdem Pelle seinen Widersacher, den fiesen Floh, in Teil 1 besiegt hat, tritt er als Antboy weiterhin für das Gute ein. In seinem realen Leben steckt er jedoch in der Zwickmühle. Er ist Hals über Kopf in seine beste Freundin Ida verliebt, allerdings hat auch Maria ein Auge auf ihn geworfen. Da er sie ignoriert, wird Maria zu Red Fury, einer Superheldin, die fortan mit Hilfe eines Tarnanzugs Chaos und Terror verbreitet. Nun muss Antboy nicht nur Mut, sondern auch Fingerspitzengefühl beweisen.

## Kritik
Der Filmdienst meinte, Antboy konzentriere sich „bravourös auf die widersprüchliche Gefühlswelt der Teenager, was zuweilen auf Kosten von Charme und Leichtigkeit“ gehe. Die Inszenierung konzentriere sich jedoch auf die Frage, „was einen wahren Helden“ ausmache, sodass „manche Unstimmigkeiten nicht weiter ins Gewicht“ fallen würden.

## Auszeichnungen
Bei der Verleihung des Dänischen Filmpreises gewann Antboy als bester Kinder- und Jugendfilm. Außerdem war er in den Kategorien Beste Kostüme, Beste Maske, Bester Ton, Beste Filmmusik und Beste Spezialeffekte nominiert.